# Michal Sadílek
Michal Sadílek, né le 31 mai 1999 à Uherské Hradiště en Tchéquie, est un footballeur international tchèque qui joue au poste de milieu de terrain au Slavia Prague.

## Biographie

### En club

#### PSV Eindhoven
Formé au FC Slovácko, Michal Sadílek rejoint en 2015 les Pays-Bas pour s'engager avec le PSV Eindhoven. Il commence par jouer avec les équipes de jeunes et la réserve du club, où il est notamment entraîné par Mark van Bommel qui lui confie le brassard de capitaine avec les U19. 
Il est lancé en équipe première par Van Bommel, ce dernier étant devenu l'entraîneur de l'équipe première. Sadílek fait ses débuts en Eredivisie le 7 décembre 2018, contre l'Excelsior Rotterdam. Ce jour-là, il entre en jeu à la place de Jorrit Hendrix, et son équipe s'impose largement par six buts à zéro. Le 11 décembre suivant, il fait ses débuts en Ligue des champions contre l'Inter Milan. Lors de ce match, il entre en jeu à la place d'Erick Gutiérrez, et les deux équipes se séparent sur un match nul (1-1). Le 22 décembre 2018, il inscrit son premier but en professionnel lors d'une rencontre de championnat face à l'AZ Alkmaar, contribuant à la victoire du PSV qui remporte la partie sur le score de 3-1. En tout il joue 13 matchs et marque un but lors de sa première saison professionnelle.
Le 24 juillet 2019 Sadílek prolonge son contrat avec le PSV Eindhoven jusqu'en juin 2022. Lors de la saison 2019-2020 son entraîneur Mark van Bommel l'utilise comme arrière gauche malgré la présence d'Olivier Boscagli et Toni Lato, les deux spécialistes du poste.

#### FC Slovan Liberec
Le 5 octobre 2020, Michal Sadílek est prêté pour une saison au Slovan Liberec.
Le 26 février 2021, Sadílek réalise son premier doublé, contre le FK Pardubice, en championnat. C'est également ses deux premiers buts pour le club. Il participe ainsi à la victoire de son équipe par quatre buts à un.

#### FC Twente
Le 7 août 2021, Michal Sadílek est prêté pour une saison au FC Twente.
Sadílek marque son premier but pour Twente le 22 janvier 2022, lors d'une rencontre de championnat face au Willem II Tilburg. Titulaire, il donne la victoire à son équipe en étant l'unique buteur de la partie.
Le 19 avril 2022, le FC Twente recrute définitivement Sadílek, qui rejoint le club officiellement le 1er juillet 2022.

### En sélection nationale
Michal Sadilek participe avec l'équipe de Tchéquie des moins de 17 ans à l'Euro 2015 des moins de 17 ans qui a lieu en Bulgarie. Lors de cette compétition, il n'enregistre qu'une seule victoire, face à la Slovénie.
Il participe ensuite avec l'équipe de Tchéquie des moins de 19 ans à l'Euro 2017 des moins de 19 ans qui se déroule en Géorgie. Lors de cette compétition, il joue quatre matchs, délivrant deux passes décisives contre le pays organisateur. L'Ukraine s'incline en demi-finale face à l'Angleterre. Après ce tournoi, il officie à neuf reprises comme capitaine de l'équipe.
Le 22 mars 2019, il reçoit sa première sélection avec les espoirs, lors d'une rencontre amicale face à l'Islande (score : 1-1).
En mai 2021 il est convoqué avec l'équipe nationale de Tchéquie, figurant dans la liste des 26 joueurs tchèques pour participer à l'Euro 2020. Il remplace Ondřej Kúdela initialement retenu dans la liste.
Initialement retenu dans la liste des 26 joueurs tchèques du sélectionneur Ivan Hašek pour participer à l'Euro 2024, il déclare finalement forfait à cause d'une raison insolite : lors d'une sortie en tricycle de l'équipe tchèque sur les pentes du Planai, il tombe en raison d'un nid-de-poule et se blesse au mollet. 

## Vie privée
Michal Sadílek est le jeune frère de Lukáš Sadílek, lui aussi footballeur professionnel.